# Aino (Vorname)
Aino ist ein weiblicher  Vorname. Sein Ursprung ist in der finnischen Sprache mit der Bedeutung „die Einzige“.

## Herkunft
Der Name geht auf die Aino im finnischen Nationalepos Kalevala zurück. Der Name Aino ist eine Erfindung von Elias Lönnrot; die Figur war zunächst namenlos und wurde als aino tyttö „einzige Tochter“  oder aino sisko „einzige Schwester“ bezeichnet.

## Namensträgerinnen
- Aino Aalto (geb. Marsio; 1894–1949), finnische Architektin und Designerin
- Aino Ackté (eigentlich Aino Achte; 1876–1944), finnische Sopranistin
- Aino Havukainen (* 1968), finnische Illustratorin und Kinderbuchautorin
- Aino Henssen (1925–2011), deutsche Lichenologin
- Aino Kallas (geb. Krohn; 1878–1956), finnisch-estnische Schriftstellerin und Lyrikerin
- Aino Kuusinen (geb. Turtiainen; 1886–1970), finnische Mitarbeiterin der Kommunistischen Internationale (Komintern) und Agentin des militärischen Nachrichtendiensts der Roten Armee
- Aino Laberenz (* 1981),  deutsche Bühnenbildnerin und Kostümbildnerin
- Aino Pervik (1932–2025), estnische Schriftstellerin
- Aino-Kaisa Saarinen (* 1979), finnische Skilangläuferin
- Aino Sibelius (geb. Järnefelt; 1871–1969), Ehefrau des finnischen Komponisten Jean Sibelius